# 脱藩
脱藩（だっぱん）は、江戸時代に武士（藩士）が藩（国や領地など）を脱出（自立）して浪人になること。

## 解説

### 江戸時代
戦国時代では臣下の身で主を見限るものとして、許されない風潮が高まり、追手が放たれることもあった。これは、脱藩者を通じて軍事機密や御家騒動などが表沙汰になり、藩（藩主:大名）にとっては致命的な改易が頻繁に生じたことも一因であった。
しかし、江戸時代中期以降、泰平の時代に入ると軍事機密の意味はなくなり、慢性的な財政難のため、家臣が禄を離れることは枢要な人物でない限り事実上自由になっていた。もっとも、その場合にも法的な手続をとることが要件となっており、これに反して無断で脱藩した場合には欠落の罪として扱われて、家名は断絶・闕所、本人が捕らえられれば場合によっては死刑にされた。

### 幕末
幕末には尊王攘夷運動が高揚し、自由に行動するため他家への仕官を前提としない脱藩を行い、江戸や京都など政治的中心地において諸藩の同志と交流し、志を遂げようとする志士が増えた。藩の側も脱藩を黙認することが多かった。
著名な脱藩者には長州藩士の吉田寅次郎（松陰）・高杉晋作や土佐藩士の坂本龍馬・中岡慎太郎や紀州藩士の陸奥宗光などが挙げられる。処罰が甘い長州藩では高杉晋作のような脱藩の常習犯もおり、その脱藩回数は5回とも10回とも言われる。このような脱藩志士達が立ち上がったことが、後に明治維新に繋がることになった。反対に江戸幕府側では、請西藩主の林忠崇が大名でありながら脱藩して遊撃隊に加わり、東北地方まで転戦した例がある。
ただし、当時は藩という名称がなかったわけで、脱藩という言葉は明治以降の言葉である。亡命、脱国、国脱け、出奔あたりが実際に使われていた言葉の可能性が高い。

## 派生
現代では、日本の政界に於いて政治家（国会議員）が所属政党や派閥を離脱することを『脱藩』と言う場合もある。